# Igelsjön (Edsbro socken, Uppland)
Igelsjön är en sjö i Norrtälje kommun i Uppland och ingår i Skeboåns huvudavrinningsområde. Igelsjön ligger i Kvicksalshagen-Igelsjön Natura 2000-område.